# Caveau (maison)
Pour les articles homonymes, voir Caveau.

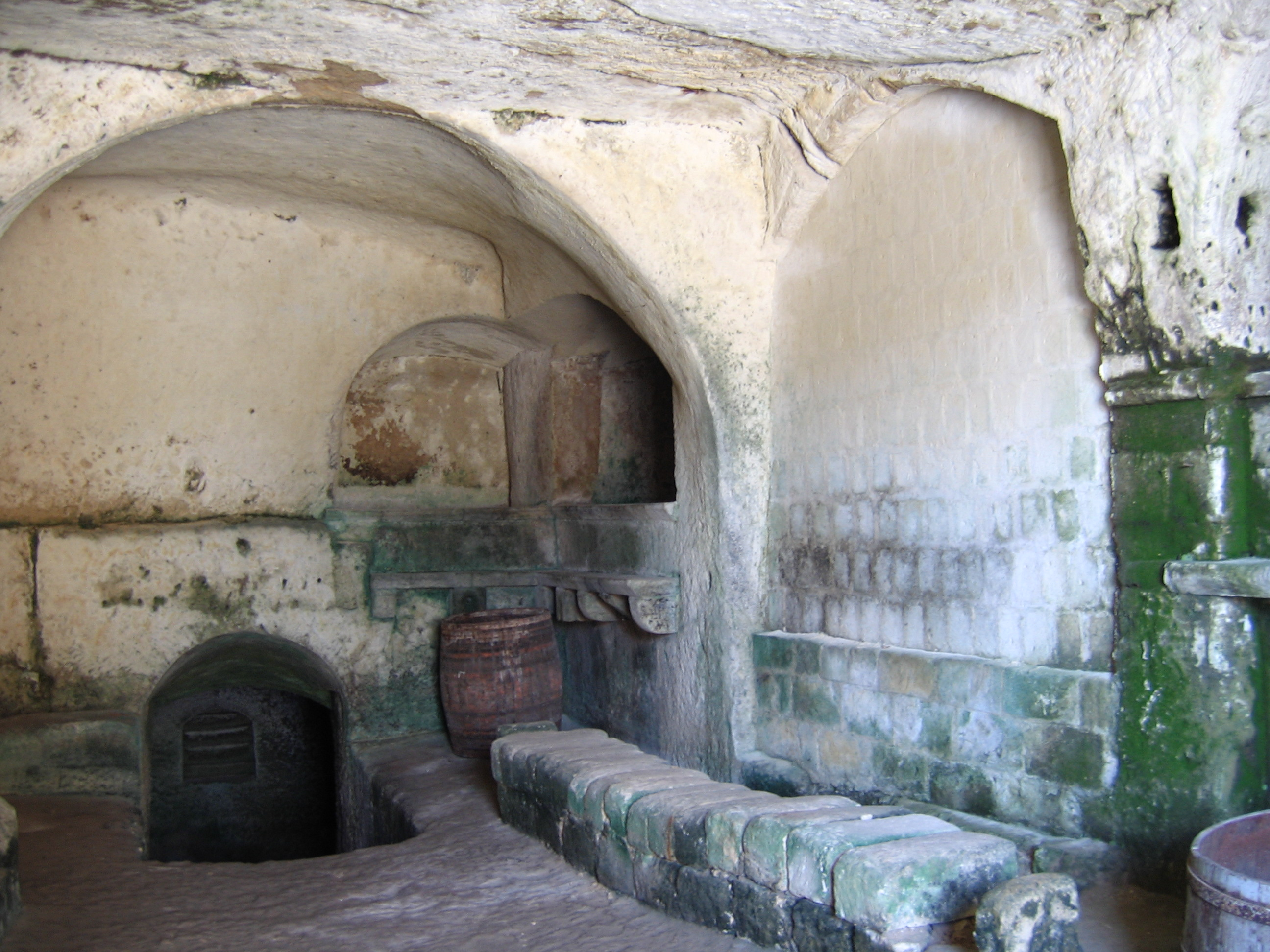
Un caveau dans les Sassi de Matera, Italie

Un caveau est un abri partiellement souterrain (seule la façade est visible) utilisant la protection naturelle du sol. Ce type d'abri est commun dans l'architecture vernaculaire des zones tempérées.
Au Canada et aux États-Unis, il est associé aux colons et était utilisé comme abri temporaire pendant le défrichage de la zone.  
Au Québec, le caveau ou cavreau servait à conserver fruits et légumes.